# Carl Gustaf Söderhielm
Carl Gustaf Söderhielm, född 5 juli 1762 på Tolvfors bruk, Valbo socken, Gävleborgs län, död 9 januari 1836 på Tolvfors bruk, var en svensk bruksägare, hovjägmästare och tecknare.
Han var son till bruksägaren och assessorn Erik Söderhielm och Ulrika Plaan och från 1791 gift med Anna Magdalena Murberg samt far till Fredric Niclas Söderhielm. Han blevstudent vid Uppsala universitet 1776 och fänrik vid Jämtlands regemente 1781 samt överjägmästare för Gävleborgs och Västernorrlands län 1789–1808. Hans konst består av blyertsteckningar. Söderhielm är representerad vid Jernkontorets samlingar.